# جبل باباكوهي
جبل باباكوهي (بالفارسية: باباکوهی کوه). أحد الجبال التابعة لسلسلة جبال زاغروس. ويقع في مدينة شيراز في محافظة فارس في إيران. توجد في جبل باباكوهي مغارتين، الأولى كانت مسكناً لأحد المتصوفين. والآخر يعد قبراً لأبو عبد الله محمد بن عبد الله المعروف بابن باكويه.